# Martín Garcés de Marcilla
Martín Garcés de Marcilla (m. Malta, 1601), señor de Amposta, 53.er Gran Maestre de la Orden de Malta, también conocido como Martín Garcés, Martinus Garzesius, Martín Garzez, Martín Garzés, Martín Garcés de Barbastro.

## Biografía
Era miembro de la familia de los señores de Barbastro, los Garcés, desde su conquista en 1101 por su antepasado Jimeno Garcés.
Martín Garcés fue elegido gran maestre de la Orden de Malta a la muerte de Hugo de Verdalle cuando era Castellán de Amposta, puesto que conllevaba el control de las zonas de Aragón, Valencia y sur de Cataluña. 
Se le consideró afable e imparcial, por lo que logró poner fin pacíficamente a los años de disputas que se habían intensificado bajo su predecesor, dentro de la orden y con la Santa Sede, la Inquisición y la Casa de Habsburgo.
Durante las Guerras habsburgo-otomanas, ya que su gobierno sobre la Orden se produjo entre 1595 y 1601, coincidiendo con el ataque sufrido por el Sacro Imperio Romano Germánico con la invasión de Hungría por los turcos en 1597. Este hecho motivó no solo que fortificará la isla de Gozo y que mandara construir y reforzar diversos fuertes pertenecientes a la Orden, como la torre que lleva su nombre, la Torre Garzes, sino que, con el objetivo de incrementar el número de caballeros que lucharan contra el turco, publicó un edicto por el que los caballeros, de cualquier lengua, que participaran en tal lucha, quedaban liberados de la obligación de dar servicio en navíos, así como, para los aspirantes suizos que quisieran formar parte de la lengua de Alemania, les cambio el concepto nobiliario para su ingreso, prescindiendo de la prueba de nobleza de sangre, y considerando dicho carácter con la probanza por su parte de que ni sus padres, abuelos y bisabuelos, hubieran ejercido profesión vil y fueran militares. Medidas, ambas, que tuvieron como resultado el incremento de los caballeros que fueron a defender el Sacro Imperio Romano Germánico, en sus luchas contra el imperio otomano.
Después de su muerte en 1601, le sucedió como maestre de la orden Alof de Wignacourt y fue enterrado en la Concatedral de San Juan en la Valetta.